# Kurt Zouma
Kurt Happy Zouma (Lione, 27 ottobre 1994) è un calciatore francese di origini centrafricane, di ruolo difensore, svincolato.

## Caratteristiche tecniche
È un difensore centrale, molto forte fisicamente, accostato spesso a Lilian Thuram. Zouma sa intervenire con decisione sulla palla mentre gli avversari in fase di possesso avanzano, è un giocatore dotato di atletismo, inoltre quando lui stesso attacca per trovare il gol, si avvale principalmente del colpo di testa. All'occorrenza può anche giocare come mediano davanti alla difesa.

## Carriera

### Club

#### Inizi
Nato a Lione da genitori centrafricani,, ha un fratello maggiore di nome Lionel Zouma, anche lui un calciatore di ruolo difensore. Debutta nel 2003 con lo FC Vaulx-en-Velin, un sobborgo nei pressi di Lione. Ci militò per sei anni, per poi trasferirsi nel 2009 al Saint-Étienne, firmando il suo primo contratto da calciatore professionista di durata triennale.

#### Saint-Étienne
Fece il suo primo gol sotto i colori del Saint-Étienne con la squadra delle riserve, il 12 marzo 2011, contro l'Anglet (1-1).
Quando la stagione 2010-2011 non era ancora terminata, i dirigenti gli proposero il suo primo contratto da calciatore professionista. Il giovane difensore accettò e nell'aprile del 2011, all'età di sedici anni e mezzo, viene ufficializzato il suo ingaggio, che lo legò al club per tre anni.
Nella stagione calcistica 2011-2012 l'allenatore Christophe Galtier lo promuove in prima squadra e il 31 agosto 2011 compie il suo debutto nel match contro il Bordeaux di Coupe de la Ligue. L'11 settembre ritorna in seconda squadra per giocare il match contro il Hyères FC, nel quale segna il suo secondo gol con la maglia del Saint-Etienne (persa 2-1). Ritorna in campo in prima squadra facendo il suo debutto in Ligue 1 il 17 settembre 2011, nel match perso 3-0 contro il FC Lorient. Il 19 novembre 2011, nel match vinto 2-0 contro l'OGC Nice, fa il suo primo gol in prima squadra, seguita da una seconda marcatura il 14 gennaio 2012 contro il Sochaux, assicurando la vittoria della sua squadra per 1-0. Il 27 gennaio 2012 viene presentato ufficialmente con una maglia che porta il suo nome con il numero 4, in ricordo dell'ex giocatore e capitano del club Loïc Perrin.
Il 24 marzo 2012, durante la partita contro il Montpellier, si infortuna al ginocchio sinistro. Ritorna dal suo infortunio il 29 aprile durante la partita di campionato contro il Dijon FCO, dove richiede un intervento chirurgico, che lo fa terminare la stagione in anticipo. Approfitta di questo periodo di inattività preparandosi per il diploma, conseguito con successo a luglio.
Durante il mese di agosto 2012 Zouma viene messo tra gli 11 titolari nelle prime quattro partite di campionato. L'8 settembre 2012 subisce un infortunio in un match con la nazionale Under-19. Ritorna in campo il 30 settembre, durante la partita di campionato contro lo Stade de Reims (0-0). Il 20 ottobre, nel match contro l'Nizza (1-1), ha subito una distorsione alla caviglia che lo costringerà a rimanere fuori per quasi due mesi. Ha fatto il suo ritorno il 16 dicembre, nel match contro il Lorient (perso 2-0).
Il 30 marzo ritorna tra i convocati e gioca tutta la partita di campionato contro il Troyes AF (2-2). Dopo questa partita ritorna tra i titolari fino alla fine della stagione. Gioca la finale della Coupe de la Ligue il 20 aprile 2013 contro lo Stade Rennes, da titolare, vincendo per 1-0 la partita e ottenendo il suo primo trofeo all'età di 18 anni.
Il 4 febbraio 2013 sigla un nuovo contratto con il Saint-Étienne, che lo legherà al club fino al 2017.
In 2 novembre 2013 durante una partita di campionato contro il Sochaux, è stato espulso a seguito di un tackle su Thomas Guerbert. A seguito di questa mossa, Kurt Zouma viene squalificato per 10 partite tra campionato e coppa.

#### Chelsea
Il 31 gennaio 2014 viene acquistato dal Chelsea per la cifra di 14,6 milioni di euro. Il 1º marzo 2015 vince il suo primo trofeo inglese, battendo in finale il Tottenham nella finale di Coppa di lega. Il 19 settembre 2015, durante la partita di Premier League contro l'Arsenal vinta 2-0, segna di testa il suo primo gol con la maglia dei blues e il primo in assoluto nella massima serie inglese.
Il 7 febbraio 2016, nel match di Premier League contro il Manchester United, il difensore francese riporta la frattura del menisco della gamba destra, a causa di una caduta, che lo costringerà a rimanere fuori dal campo per almeno 6 mesi.

#### Vari prestiti
In seguito a un nuovo accordo di sei anni con il Chelsea, il 21 luglio 2017, Zouma si è unito alla squadra di Premier League Stoke City in prestito per la stagione 2017-18. Il 12 agosto ha fatto il suo debutto in una sconfitta per 1-0 a Everton. Il 20 novembre 2017 ha messo a segno il suo primo goal per i Potters nel pareggio per 2-2 con il Brighton. Con i Potters, Zouma ha giocato 37 partite nella stagione 2017–18, alla fine della quale il club è stato retrocesso in Championship.
Il 10 agosto 2018, Zouma è stato preso in prestito dall'Everton per la stagione 2018-19. Ha fatto il suo debutto il 25 agosto, nel match contro il Bournemouth, subentrando all'infortunato Michael Keane, all'ultimo minuto di gioco. Ha segnato invece il suo primo gol per l'Everton il 13 gennaio 2019, con un colpo di testa nel match di ritorno contro il Bournemouth.

#### Ritorno al Chelsea
Terminato il prestito fa ritorno al Chelsea, con cui trova maggiore spazio in questa occasione.
Nel 2020-2021 anche trova abbastanza spazio (seppur senza essere titolare) segnando pure 5 reti, tutte in campionato. A fine anno si laurea campione d'Europa con il club londinese.

#### West Ham
Il 28 agosto 2021 viene ceduto a titolo definitivo al West Ham Utd. Il suo primo gol lo segna sconfiggendo il Liverpool per 3-2. Il 24 ottobre 2022 con un colpo di testa segna una rete sconfiggendo per 2-0 il Bournemouth.

### Nazionale
Nel 2009 ha debuttato con l'Under-16 giocando sei amichevoli e facendo sì che il calciatore nel 2010 venga chiamato a giocare con l'Under-17.
Dal 2011 milita in nazionale francese Under-18. Viene chiamato dalla nazionale francese Under-19 il 29 febbraio 2012 per una partita amichevole contro la Spagna (2-1), ma a causa di una lesione al ginocchio durante la partita contro il Montpellier non può partecipare nel torneo di Porto (9-14 aprile). Il 5 settembre 2012 diventa il capitano della nazionale Under-19 della Francia.
Il 6 luglio 2013 va a segno nella partita che si è conclusa per 4-0 ai danni dell'Uzbekistan nei quarti di finale dei Mondiali Under-20 vinti dalla Francia. Il 29 marzo 2015 debutta con la nazionale maggiore, subentrando al 82º nell'amichevole vinta (2-0) contro la Danimarca.
Dopo non essere stato convocato per Euro 2016 per infortunio e ai Mondiali 2018, l'11 giugno 2019 realizza la sua prima rete in nazionale nel successo per 0-4 in casa di Andorra. Viene poi convocato per Euro 2020.

## Controversie
Il 6 febbraio 2022 viene ripreso da suo fratello mentre maltratta un gatto. Dopo che il video è stato diffuso sul web, il calciatore è stato multato dal West Ham per una cifra di 250.000 sterline (300.000 euro) e condannato a 180 ore di lavoro ai servizi sociali.

## Statistiche

### Presenze e reti nei club
Statistiche aggiornate al 26 maggio2025
| Stagione             | Squadra              | Campionato           | Campionato | Campionato | Coppe nazionali | Coppe nazionali | Coppe nazionali | Coppe continentali | Coppe continentali | Coppe continentali | Altre coppe | Altre coppe | Altre coppe | Totale | Totale |
| Stagione             | Squadra              | Comp                 | Pres       | Reti       | Comp            | Pres            | Reti            | Comp               | Pres               | Reti               | Comp        | Pres        | Reti        | Pres   | Reti   |
| -------------------- | -------------------- | -------------------- | ---------- | ---------- | --------------- | --------------- | --------------- | ------------------ | ------------------ | ------------------ | ----------- | ----------- | ----------- | ------ | ------ |
| 2011-2012            | Saint-Étienne        | L1                   | 22         | 2          | CF+CdL          | 1+1             | 0               | -                  | -                  | -                  | -           | -           | -           | 24     | 2      |
| 2012-2013            | Saint-Étienne        | L1                   | 18         | 2          | CF+CdL          | 4+1             | 0               | -                  | -                  | -                  | -           | -           | -           | 23     | 2      |
| 2013-2014            | Saint-Étienne        | L1                   | 24         | 0          | CF+CdL          | 0+0             | 0               | UEL                | 3                  | 0                  | -           | -           | -           | 27     | 0      |
| Totale Saint-Étienne | Totale Saint-Étienne | Totale Saint-Étienne | 64         | 4          |                 | 7               | 0               |                    | 3                  | 0                  |             | -           | -           | 74     | 4      |
| 2014-2015            | Chelsea              | PL                   | 15         | 0          | FACup+CdL       | 2+5             | 1+1             | UCL                | 4                  | 0                  | -           | -           | -           | 26     | 2      |
| 2015-2016            | Chelsea              | PL                   | 23         | 1          | FACup+CdL       | 1+1             | 0               | UCL                | 6                  | 1                  | CS          | 1           | 0           | 32     | 2      |
| 2016-2017            | Chelsea              | PL                   | 9          | 0          | FACup+CdL       | 4+0             | 0               | -                  | -                  | -                  | -           | -           | -           | 13     | 0      |
| 2017-2018            | Stoke City           | PL                   | 34         | 1          | FACup+CdL       | 1+2             | 0               | -                  | -                  | -                  | -           | -           | -           | 37     | 1      |
| 2018-2019            | Everton              | PL                   | 32         | 2          | FACup+CdL       | 2+2             | 0               | -                  | -                  | -                  | -           | -           | -           | 36     | 2      |
| 2019-2020            | Chelsea              | PL                   | 28         | 0          | FACup+CdL       | 5+2             | 0+1             | UCL                | 7                  | 0                  | SU          | 1           | 0           | 43     | 1      |
| 2020-2021            | Chelsea              | PL                   | 24         | 5          | FACup+CdL       | 5+2             | 0               | UCL                | 5                  | 0                  | -           | -           | -           | 36     | 5      |
| ago. 2021            | Chelsea              | PL                   | 0          | 0          | FACup+CdL       | -               | -               | UCL                | -                  | -                  | SU          | 1           | 0           | 1      | 0      |
| Totale Chelsea       | Totale Chelsea       | Totale Chelsea       | 99         | 6          |                 | 27              | 3               |                    | 22                 | 1                  |             | 3           | 0           | 151    | 10     |
| 2021-2022            | West Ham Utd         | PL                   | 24         | 1          | FACup+CdL       | 2+0             | 0               | UEL                | 6                  | 0                  | -           | -           | -           | 28     | 1      |
| 2022-2023            | West Ham Utd         | PL                   | 25         | 2          | FACup+CdL       | 0+0             | 0               | UECL               | 7                  | 0                  | -           | -           | -           | 32     | 2      |
| 2023-2024            | West Ham Utd         | PL                   | 33         | 3          | FACup+CdL       | 2+0             | 0               | UEL                | 4                  | 0                  | -           | -           | -           | 39     | 3      |
| Totale West Ham Utd  | Totale West Ham Utd  | Totale West Ham Utd  | 82         | 6          |                 | 4               | 0               |                    | 17                 | 0                  |             | -           | -           | 99     | 6      |
| 2024-2025            | Al-Orobah            | SPL                  | 19         | 1          | KC              | 1               | 0               | -                  | -                  | -                  | -           | -           | -           | 20     | 1      |
| Totale carriera      | Totale carriera      | Totale carriera      | 330        | 21         |                 | 46              | 3               |                    | 42                 | 1                  |             | 3           | 0           | 417    | 25     |

### Cronologia presenze e reti in nazionale
| Cronologia completa delle presenze e delle reti in nazionale ― Francia | Cronologia completa delle presenze e delle reti in nazionale ― Francia | Cronologia completa delle presenze e delle reti in nazionale ― Francia | Cronologia completa delle presenze e delle reti in nazionale ― Francia | Cronologia completa delle presenze e delle reti in nazionale ― Francia | Cronologia completa delle presenze e delle reti in nazionale ― Francia | Cronologia completa delle presenze e delle reti in nazionale ― Francia | Cronologia completa delle presenze e delle reti in nazionale ― Francia |
| Data                                                                   | Città                                                                  | In casa                                                                | Risultato                                                              | Ospiti                                                                 | Competizione                                                           | Reti                                                                   | Note                                                                   |
| ---------------------------------------------------------------------- | ---------------------------------------------------------------------- | ---------------------------------------------------------------------- | ---------------------------------------------------------------------- | ---------------------------------------------------------------------- | ---------------------------------------------------------------------- | ---------------------------------------------------------------------- | ---------------------------------------------------------------------- |
| 29-3-2015                                                              | Saint-Étienne                                                          | Francia                                                                | 2 – 0                                                                  | Danimarca                                                              | Amichevole                                                             | -                                                                      | 82’                                                                    |
| 11-10-2015                                                             | Copenaghen                                                             | Danimarca                                                              | 1 – 2                                                                  | Francia                                                                | Amichevole                                                             | -                                                                      | 46’                                                                    |
| 11-10-2018                                                             | Guingamp                                                               | Francia                                                                | 2 – 2                                                                  | Islanda                                                                | Amichevole                                                             | -                                                                      | 46’                                                                    |
| 4-6-2019                                                               | Nantes                                                                 | Francia                                                                | 2 – 0                                                                  | Bolivia                                                                | Amichevole                                                             | -                                                                      | 89’                                                                    |
| 11-6-2019                                                              | Andorra la Vella                                                       | Andorra                                                                | 0 – 4                                                                  | Francia                                                                | Qual. Euro 2020                                                        | 1                                                                      | 77’                                                                    |
| 11-11-2020                                                             | Saint-Denis                                                            | Francia                                                                | 0 – 2                                                                  | Finlandia                                                              | Amichevole                                                             | -                                                                      |                                                                        |
| 17-11-2020                                                             | Saint-Denis                                                            | Francia                                                                | 4 – 2                                                                  | Svezia                                                                 | UEFA Nations League 2020-2021 - 1º turno                               | -                                                                      | 46’                                                                    |
| 28-3-2021                                                              | Astana                                                                 | Kazakistan                                                             | 0 – 2                                                                  | Francia                                                                | Qual. Mondiali 2022                                                    | -                                                                      |                                                                        |
| 4-9-2021                                                               | Kiev                                                                   | Ucraina                                                                | 1 – 1                                                                  | Francia                                                                | Qual. Mondiali 2022                                                    | -                                                                      |                                                                        |
| 7-9-2021                                                               | Décines-Charpieu                                                       | Francia                                                                | 2 – 0                                                                  | Finlandia                                                              | Qual. Mondiali 2022                                                    | -                                                                      |                                                                        |
| 16-11-2021                                                             | Helsinki                                                               | Finlandia                                                              | 0 – 2                                                                  | Francia                                                                | Qual. Mondiali 2022                                                    | -                                                                      |                                                                        |
| Totale                                                                 |                                                                        | Presenze                                                               | 11                                                                     |                                                                        | Reti                                                                   | 1                                                                      |                                                                        |

| Cronologia completa delle presenze e delle reti in nazionale ― Francia under 21 | Cronologia completa delle presenze e delle reti in nazionale ― Francia under 21 | Cronologia completa delle presenze e delle reti in nazionale ― Francia under 21 | Cronologia completa delle presenze e delle reti in nazionale ― Francia under 21 | Cronologia completa delle presenze e delle reti in nazionale ― Francia under 21 | Cronologia completa delle presenze e delle reti in nazionale ― Francia under 21 | Cronologia completa delle presenze e delle reti in nazionale ― Francia under 21 | Cronologia completa delle presenze e delle reti in nazionale ― Francia under 21 |
| Data                                                                            | Città                                                                           | In casa                                                                         | Risultato                                                                       | Ospiti                                                                          | Competizione                                                                    | Reti                                                                            | Note                                                                            |
| ------------------------------------------------------------------------------- | ------------------------------------------------------------------------------- | ------------------------------------------------------------------------------- | ------------------------------------------------------------------------------- | ------------------------------------------------------------------------------- | ------------------------------------------------------------------------------- | ------------------------------------------------------------------------------- | ------------------------------------------------------------------------------- |
| 5-9-2013                                                                        | Caen                                                                            | Francia under 21                                                                | 5 – 0                                                                           | Kazakistan under 21                                                             | Qual. Europeo Under-21 2015                                                     | -                                                                               | 45’                                                                             |
| 9-9-2013                                                                        | Barysaŭ                                                                         | Bielorussia under 21                                                            | 1 – 2                                                                           | Francia under 21                                                                | Qual. Europeo Under-21 2015                                                     | -                                                                               |                                                                                 |
| 4-3-2014                                                                        | Le Mans                                                                         | Francia under 21                                                                | 1 – 0                                                                           | Bielorussia under 21                                                            | Qual. Europeo Under-21 2015                                                     | 1                                                                               | cap.                                                                            |
| 2-6-2014                                                                        | Saint-Pierre                                                                    | Francia under 21                                                                | 6 – 0                                                                           | Singapore under 21                                                              | Amichevole                                                                      | -                                                                               | 46’                                                                             |
| 4-9-2014                                                                        | Astana                                                                          | Kazakistan under 21                                                             | 1 – 5                                                                           | Francia under 21                                                                | Qual. Europeo Under-21 2015                                                     | -                                                                               | cap.                                                                            |
| 8-9-2014                                                                        | Auxerre                                                                         | Francia under 21                                                                | 1 – 1                                                                           | Islanda under 21                                                                | Qual. Europeo Under-21 2015                                                     | -                                                                               |                                                                                 |
| 10-10-2014                                                                      | Le Mans                                                                         | Francia under 21                                                                | 2 – 0                                                                           | Svezia under 21                                                                 | Qual. Europeo Under-21 2015                                                     | -                                                                               | 38’                                                                             |
| Totale                                                                          |                                                                                 | Presenze                                                                        | 7                                                                               |                                                                                 | Reti                                                                            | 1                                                                               |                                                                                 |

| Cronologia completa delle presenze e delle reti in nazionale ― Francia under 20 | Cronologia completa delle presenze e delle reti in nazionale ― Francia under 20 | Cronologia completa delle presenze e delle reti in nazionale ― Francia under 20 | Cronologia completa delle presenze e delle reti in nazionale ― Francia under 20 | Cronologia completa delle presenze e delle reti in nazionale ― Francia under 20 | Cronologia completa delle presenze e delle reti in nazionale ― Francia under 20 | Cronologia completa delle presenze e delle reti in nazionale ― Francia under 20 | Cronologia completa delle presenze e delle reti in nazionale ― Francia under 20 |
| Data                                                                            | Città                                                                           | In casa                                                                         | Risultato                                                                       | Ospiti                                                                          | Competizione                                                                    | Reti                                                                            | Note                                                                            |
| ------------------------------------------------------------------------------- | ------------------------------------------------------------------------------- | ------------------------------------------------------------------------------- | ------------------------------------------------------------------------------- | ------------------------------------------------------------------------------- | ------------------------------------------------------------------------------- | ------------------------------------------------------------------------------- | ------------------------------------------------------------------------------- |
| 21-3-2013                                                                       | Tours                                                                           | Francia under 20                                                                | 3 – 1                                                                           | Danimarca under 20                                                              | Amichevole                                                                      | -                                                                               |                                                                                 |
| 25-3-2013                                                                       | Stade de France                                                                 | Francia under 20                                                                | 3 – 0                                                                           | Romania under 20                                                                | Amichevole                                                                      | -                                                                               |                                                                                 |
| 11-6-2013                                                                       | Romorantin-Lanthenay                                                            | Francia under 20                                                                | 3 – 1                                                                           | Grecia under 20                                                                 | Amichevole                                                                      | -                                                                               |                                                                                 |
| 14-6-2013                                                                       | Amiens                                                                          | Francia under 20                                                                | 2 – 2                                                                           | Colombia under 20                                                               | Amichevole                                                                      | -                                                                               | 38’                                                                             |
| 27-6-2013                                                                       | Istanbul                                                                        | Spagna under 20                                                                 | 2 – 1                                                                           | Francia under 20                                                                | Mondiali Under-20 2013 - 1º turno                                               | -                                                                               |                                                                                 |
| 2-7-2013                                                                        | Gaziantep                                                                       | Francia under 20                                                                | 4 – 1                                                                           | Turchia under 20                                                                | Mondiali Under-20 2013 - Ottavi di finale                                       | -                                                                               |                                                                                 |
| 6-7-2013                                                                        | Rize                                                                            | Francia under 20                                                                | 4 – 0                                                                           | Uzbekistan under 20                                                             | Mondiali Under-20 2013 - Quarti di finale                                       | 1                                                                               |                                                                                 |
| 10-7-2013                                                                       | Bursa                                                                           | Francia under 20                                                                | 2 – 1                                                                           | Ghana under 20                                                                  | Mondiali Under-20 2013 - Semifinale                                             | -                                                                               |                                                                                 |
| 13-7-2013                                                                       | Stadio Ali Sami Yen                                                             | Francia under 20                                                                | 4 – 1                                                                           | Uruguay under 20                                                                | Mondiali Under-20 2013 - Finale                                                 | -                                                                               |                                                                                 |
| Totale                                                                          |                                                                                 | Presenze                                                                        | 9                                                                               |                                                                                 | Reti                                                                            | 1                                                                               |                                                                                 |

| Cronologia completa delle presenze e delle reti in nazionale ― Francia under 19 | Cronologia completa delle presenze e delle reti in nazionale ― Francia under 19 | Cronologia completa delle presenze e delle reti in nazionale ― Francia under 19 | Cronologia completa delle presenze e delle reti in nazionale ― Francia under 19 | Cronologia completa delle presenze e delle reti in nazionale ― Francia under 19 | Cronologia completa delle presenze e delle reti in nazionale ― Francia under 19 | Cronologia completa delle presenze e delle reti in nazionale ― Francia under 19 | Cronologia completa delle presenze e delle reti in nazionale ― Francia under 19 |
| Data                                                                            | Città                                                                           | In casa                                                                         | Risultato                                                                       | Ospiti                                                                          | Competizione                                                                    | Reti                                                                            | Note                                                                            |
| ------------------------------------------------------------------------------- | ------------------------------------------------------------------------------- | ------------------------------------------------------------------------------- | ------------------------------------------------------------------------------- | ------------------------------------------------------------------------------- | ------------------------------------------------------------------------------- | ------------------------------------------------------------------------------- | ------------------------------------------------------------------------------- |
| 29-2-2012                                                                       | Meaux                                                                           | Francia under 19                                                                | 1 – 2                                                                           | Spagna under 19                                                                 | Amichevole                                                                      | -                                                                               |                                                                                 |
| Totale                                                                          |                                                                                 | Presenze                                                                        | 1                                                                               |                                                                                 | Reti                                                                            | 0                                                                               |                                                                                 |

| Cronologia completa delle presenze e delle reti in nazionale ― Francia under 17 | Cronologia completa delle presenze e delle reti in nazionale ― Francia under 17 | Cronologia completa delle presenze e delle reti in nazionale ― Francia under 17 | Cronologia completa delle presenze e delle reti in nazionale ― Francia under 17 | Cronologia completa delle presenze e delle reti in nazionale ― Francia under 17 | Cronologia completa delle presenze e delle reti in nazionale ― Francia under 17 | Cronologia completa delle presenze e delle reti in nazionale ― Francia under 17 | Cronologia completa delle presenze e delle reti in nazionale ― Francia under 17 |
| Data                                                                            | Città                                                                           | In casa                                                                         | Risultato                                                                       | Ospiti                                                                          | Competizione                                                                    | Reti                                                                            | Note                                                                            |
| ------------------------------------------------------------------------------- | ------------------------------------------------------------------------------- | ------------------------------------------------------------------------------- | ------------------------------------------------------------------------------- | ------------------------------------------------------------------------------- | ------------------------------------------------------------------------------- | ------------------------------------------------------------------------------- | ------------------------------------------------------------------------------- |
| 27-10-2010                                                                      | Pafiako Stadium                                                                 | Francia under 17                                                                | 1 – 0                                                                           | Slovenia under 17                                                               | Amichevole                                                                      | -                                                                               |                                                                                 |
| 1-11-2010                                                                       | Roma                                                                            | Italia under 17                                                                 | 2 – 1                                                                           | Francia under 17                                                                | Amichevole                                                                      | -                                                                               |                                                                                 |
| 30-3-2011                                                                       | Carquefou                                                                       | Francia under 17                                                                | 9 – 0                                                                           | Bielorussia under 17                                                            | Amichevole                                                                      | -                                                                               | 31’                                                                             |
| 3-5-2011                                                                        | Inđija                                                                          | Francia under 17                                                                | 2 – 1                                                                           | Inghilterra under 17                                                            | Europeo Under-17 2011 - 1º turno                                                | -                                                                               |                                                                                 |
| 9-5-2011                                                                        | Novi Sad                                                                        | Danimarca under 17                                                              | 1 – 0                                                                           | Francia under 17                                                                | Europeo Under-17 2011 - 1º turno                                                | -                                                                               |                                                                                 |
| 18-6-2011                                                                       | Estadio Universitario                                                           | Francia under 17                                                                | 3 – 0                                                                           | Argentina under 17                                                              | Mondiali Under-17 2011 - 1º turno                                               | -                                                                               |                                                                                 |
| 21-6-2011                                                                       | Estadio Universitario                                                           | Giappone under 17                                                               | 1 – 1                                                                           | Francia under 17                                                                | Mondiali Under-17 2011 - 1º turno                                               | -                                                                               |                                                                                 |
| 1-7-2011                                                                        | Estadio Corregidora                                                             | Francia under 17                                                                | 3 – 2                                                                           | Costa d'Avorio under 17                                                         | Mondiali Under-17 2011 - Ottavi di finale                                       | -                                                                               |                                                                                 |
| 5-7-2011                                                                        | Pachuca                                                                         | Francia under 17                                                                | 1 – 2                                                                           | Messico under 17                                                                | Mondiali Under-17 2011 - Quarti di finale                                       | -                                                                               |                                                                                 |
| Totale                                                                          |                                                                                 | Presenze                                                                        | 9                                                                               |                                                                                 | Reti                                                                            | 0                                                                               |                                                                                 |

## Palmarès

### Club

#### Competizioni nazionali
- Coppa di Lega francese: 1

Saint-Étienne: 2012-2013
- Coppa di Lega inglese: 1

Chelsea: 2014-2015
- Campionato inglese: 2

Chelsea: 2014-2015, 2016-2017

#### Competizioni internazionali
- UEFA Champions League: 1

Chelsea: 2020-2021
- Supercoppa UEFA: 1

Chelsea: 2021
- UEFA Conference League: 1

West Ham: 2022-2023

### Nazionale
- Campionato mondiale Under-20: 1

Turchia 2013